# Лисица, Матео
Мате́о Ли́сица (хорв. Mateo Lisica; род. 9 июля 2003, Пула, Истрийская жупания) — хорватский футболист, вингер клуба «Истра 1961».

## Клубная карьера
Лисица — воспитанник клуба «Истра 1961». 30 июня 2020 года в матче против «Славен Белупо» он дебютировал в чемпионате Хорватии. 2 октября 2021 года в поединке против «Риеки» Матео забил свой первый гол за «Истра 1961».